# Nebiaut
Nebiaut (auch Nebur oder Nebwer) war ein altägyptischer Bildhauer („Oberster der Bildhauer des Amun“), der während der 18. Dynastie zwischen 1550/1490 und 1292 v. Chr. tätig war. Er wirkte wahrscheinlich im oberägyptischen thebanischen Raum. 
Nebiaut ist nur von einer Stele bekannt, die sein Sohn Aacheperkareseneb für ihn errichtete. Unklar ist dabei, ob es sich um eines der eigenen Werke des Sohnes handelte, oder ob er nur der Auftraggeber war. Als „Oberster Bildhauer des Amun“ muss dieser im Raum der Stadt Theben tätig gewesen sein, da sich dort das Hauptkultzentrum des Gottes befand. Nebiaut ist neben seinem Bruder Nebwahib sowie seinen Söhnen Aacheperkareseneb und Ri sowie weiteren Familienmitglieder in mehreren Registern dargestellt. Die Datierung in die 18. Dynastie erfolgt unter anderem, weil der Name des Neffen Aacheperkaresenebs den Thronnamen (Aa-cheper-ka-Re) von Thutmosis I. beinhaltet.